# FTL: Faster Than Light
FTL: Faster Than Light — компьютерная игра, соединяющая в себе элементы жанров стратегии, roguelike и космического симулятора. Разработана независимой студией Subset Games и выпущена для Microsoft Windows, Mac OS X, Linux в 2012 году. Разработка игры была профинансирована краудфандингом через сайт Kickstarter. Игра распространяется через сайт разработчика и сети цифровой дистрибуции, например, Steam.
Обновлённое издание, FTL: Advanced Edition, добавляющее новые корабли, события и другие элементы игрового процесса, было выпущено 3 апреля 2014 года как бесплатное обновление для всех покупателей, также игра стала доступна на iPad.

## Игровой процесс
Игрок управляет космическим кораблём и несколькими находящимися на борту членами экипажа. Его задача — преодолеть маршрут из нескольких генерируемых случайным образом секторов галактики со множеством звёздных систем, в то время как флот повстанцев постепенно захватывает эти системы. Игроку предлагается обследовать неизвестные миры, вступать в сражения с другими космическими кораблями, выполнять задания и усовершенствовать корабль. Бои в игре происходят в реальном времени с тактической паузой, при этом на игроке лежат обязанности перебрасывать членов экипажа из одного отсека в другой, перераспределять энергию между бортовыми системами, выбирать цели для атаки в корабле противников и следить за исправностью техники и здоровьем экипажа. Смерть в игре является необратимой, возвращать погибших членов команды к жизни можно лишь с отсеком клонирования. В случае гибели корабля или всей его команды игроку показывается достигнутый счёт очков и предлагается начать путь заново, с новыми кораблем и командой.
Целью игры является победа над узурпировавшими большую часть галактики повстанцами, стремительно захватывающими её остатки. Игрок выступает в качестве разведчика федерации, получившего важные сведения о флагманском крейсере повстанцев и стремительно улетающего от их объединённого флота. В финальной битве с флагманом повстанцев, происходящей в три этапа, уничтожение флагмана сеет хаос в ряды повстанцев и предрешает победу федерации, после чего идут титры подобно фильму. На этом игровой процесс не исчерпывается, игроку предлагается новый тип корабля для прохождения. Таким образом, игрок повторно проходит сценарий игры для открытия дополнительных кораблей и их разновидностей, а также получения достижений. Вследствие полностью случайного распределения разнообразных объектов, звёздных систем, секторов галактики и последствий того или иного выбора игрока, открытие всех кораблей и достижений может занимать неопределённо долгое время.

### Расы
В игре представлены различные расы, каждая из которых характеризуется своими умениями и характеристиками:
Люди (Humans).
Люди в Faster Than Light не обладают особыми преимуществами или недостатками, наиболее сбалансированная раса, изучают специальности на 10 % быстрее.
Золтаны (Zoltans).
Зелёнокожие гуманоиды, обеспечивают дополнительной единицей энергии любую корабельную систему, в которой находятся. Очень помогают в области шторма, который лишает корабль части энергии. Однако золтаны имеют сниженный запас здоровья. После смерти они взрываются и наносят урон окружающим существам.
Энджи (Engies).
Существа в тёмно-серых скафандрах, возможно являющиеся киборгами или роботами. Хорошие инженеры, которые быстро чинят технику, но слабы в рукопашном бою.
Богомолы (Mantis).
Насекомоподобные существа, почти полная противоположность предыдущих. Богомолы — отличные бойцы, но с починкой справляются плохо. К тому же быстро передвигаются, лучший вариант для абордажа или обороны своего корабля от проникших на него врагов.
Валуны (Rockman).
Существа, похожие на каменных големов, отличаются повышенным запасом здоровья, являясь таким образом наиболее предпочтительными ремонтниками брешей в корпусе. Иммунитет к огню позволяет им тушить пожары без потерь здоровья и эффективно сражаться с противниками в охваченных огнём отсеках. Однако очень медлительны и в битве один на один примерно равны богомолам.
Слизни (Slugs).
Телепаты, дающие возможность без сенсоров видеть движение экипажа внутри корабля, а также открывающие дополнительные опции в некоторых квестах. Также они невосприимчивы к контролю разума.
Кристаллы (Chrystals).
Самая редкая раса, являются предками валунов, однако чуть быстрее их и обладающие меньшим запасом здоровья.
Хороши в абордаже благодаря уникальной способности изолировать отсек, не давая противникам сбежать в медотсек или мешать абордажной команде. Ещё кристаллы медленнее теряют здоровье, находясь в отсеке без кислорода.
Ланиусы (Lanius).
Новая раса, добавленная в Advanced Edition. Являются металлической формой жизни, поэтому не нуждаются в кислороде, более того, удаляют кислород из отсека, в котором находятся.

## Критика
| Сводный рейтинг       | Сводный рейтинг          |
| Агрегатор             | Оценка                   |
| --------------------- | ------------------------ |
| GameRankings          | PC: 85,31 % iOS: 88,54 % |
| Metacritic            | 84/100                   |
| Иноязычные издания    |                          |
| Издание               | Оценка                   |
| Eurogamer             | 8/10                     |
| GameSpot              | 8/10                     |
| GameSpy               | [ 15 ]                   |
| IGN                   | 8/10                     |
| Русскоязычные издания |                          |
| Издание               | Оценка                   |
| Absolute Games        | 80/100                   |
| «Игромания»           | 8,5/10                   |

Сайт IGN включил FTL: Faster Than Light в свой рейтинг 10 лучших игр 2012 года и присвоил звание «Лучшей стратегической игры 2012 года для PC». Журнал PC Gamer наградил игру как «Лучшую игру малой формы 2012 года».
Сайт IndieGames.com, посвященный играм от независимых разработчиков (инди-играм), поставил FTL: Faster Than Light на первое место в рейтинге стратегических инди-игр, вышедших в 2012 году, а также на пятое место в рейтинге всех инди-игр 2012 года. Сайт IndieDB.com, также посвященный инди-играм, избрал FTL: Faster Than Light лучшей игрой года и присвоил ей дополнительную награду в номинации «Взаимодействие с игроком». Сайт Softpedia по итогам 2012 года присвоил игре звание «Лучшая концепция». Игра заняла первое место в рейтинге самых сложных игр 2012 года, составленном журналом Forbes.
Саундтрек игры номинировался на лучшую общую музыку в PC-играх 2012 года по версии IGN. Кроме того, он признавался одним из лучших за год Kotaku, вошёл в список журнала Complex из 25 лучших саундтреков в магазине Bandcamp и в список официальных саундтреков года за 2012 на форуме NeoGAF.